# Kürçülü
Kürçülü è un comune dell'Azerbaigian situato nel distretto di Şərur.